# 1070년대
1070년대는 1070년부터 1079년까지를 가리킨다.